# Fritz Sulzbacher
Fritz Sulzbacher (* 6. September 1945) ist ein oberösterreichischer sozialdemokratischer Politiker und Landtagsabgeordneter. Sulzbacher ist ein verheirateter Vater von vier Kindern und lebt in Linz. 
Nach der Pflichtschule besuchte er die Höhere Landwirtschaftliche Bundeslehranstalt Francisco-Josephinum, die er 1965 mit Matura abschloss. Nach abgeleistetem Präsenzdienst arbeitete er ab 1966 als technischer Angestellter bei der Voestalpine Linz. Im Jahr 1972 begann er seine gewerkschaftliche Laufbahn als Betriebsrat und ist seit dem Jahr 1984 Betriebsratsvorsitzender der Angestellten.
Bei der Voestalpine ist Sulzbacher Mitglied des Aufsichtsrates und Vorsitzender des Angestelltenbetriebsrates der voestalpine Stahl GmbH Linz.
Im Jahr 1985 wurde er in den oberösterreichischen Landtag berufen.